# ماساهارو موريموتو
ماساهارو موريموتو (باليابانية: 森本正治؛ بالكانا: もりもと まさはる) هو طاهي ياباني، ولد في 26 مايو 1955 في هيروشيما في اليابان.

## وصلات خارجية
- ماساهارو موريموتو على موقع IMDb (الإنجليزية)
- ماساهارو موريموتو على موقع إن إن دي بي (الإنجليزية)
- ماساهارو موريموتو على موقع قاعدة بيانات الفيلم (الإنجليزية)